# Manuel Alvarado Escorza
Manuel Antonio Alvarado Escorza (Freirina, c. 1868-Mulchén, 27 de febrero de 1930) fue un mayor del Ejército de Chile, famoso por ser la primera persona que desempeñó la labor de guardaparque en Chile en un área protegida por el Estado.
Fue contratado en 1914 para administrar la Reserva Nacional Malleco, creada legalmente unos años antes, en 1907, mediante el Decreto n.º 1.540 del Ministerio de Relaciones Exteriores, convirtiéndola de esta forma en la primera área silvestre protegida creada en Chile y América Latina, la tercera de América y la novena del mundo.

## Biografía
Sus padres fueron Juan Félix Segundo Alvarado Carrasco, sobrino del diputado Juan Félix de Alvarado y Luque, y Rosalía Escorza Sache. Por parte de su padre, su familia descendía directamente del conquistador español, nativo de Burgos, Juan de Alvarado, que llegó a Chile como alférez general de la expedición de Francisco de Villagra en 1551.

## Reconocimientos

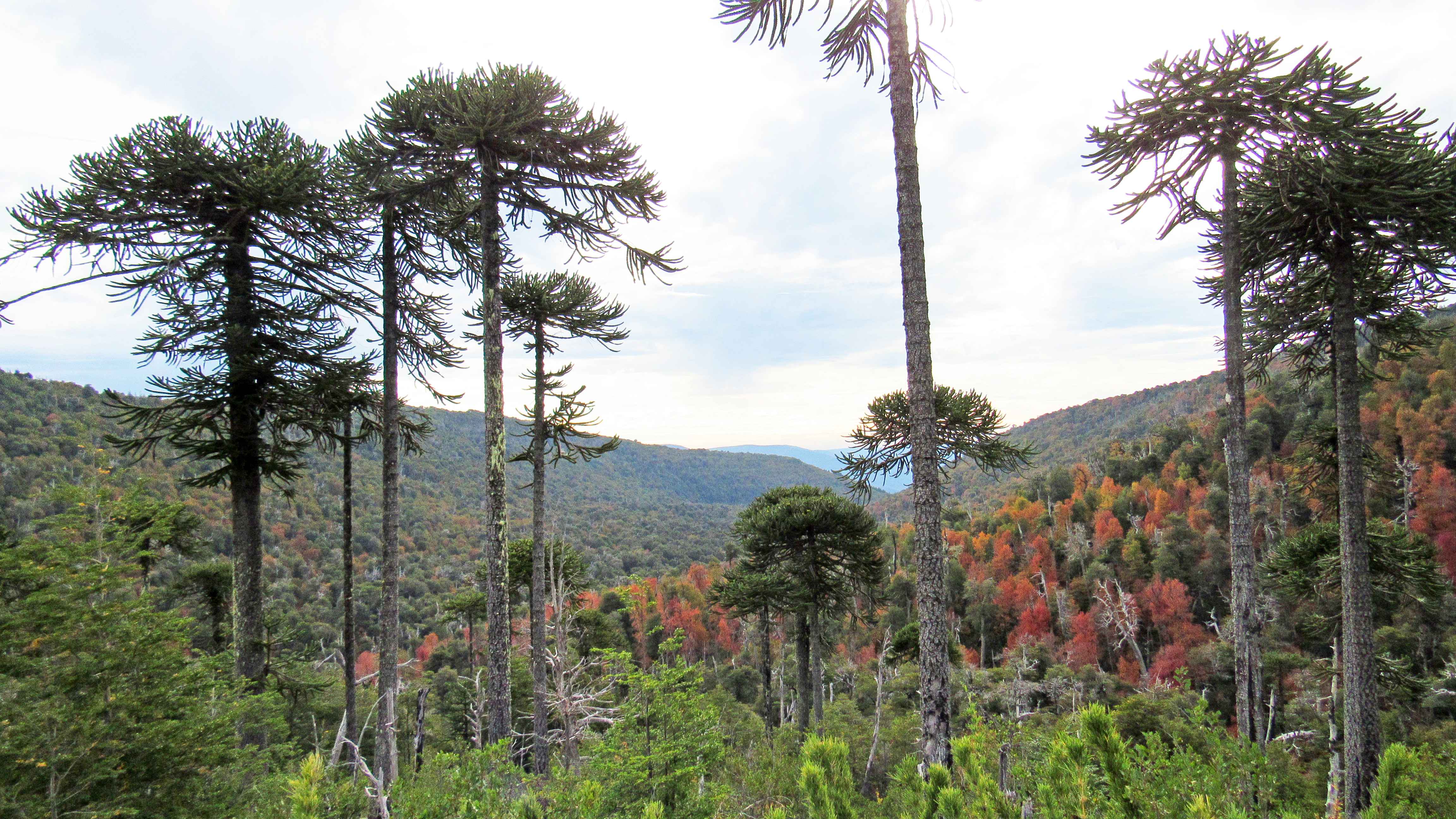
Reserva nacional Malleco, Región de la Araucanía, Chile.

En 2014, la Corporación Nacional Forestal (CONAF) conmemoró los 100 años de servicio de los guardaparques en Chile. En esa ocasión, se recordó al primer guardaparque, el mayor del Ejército de Chile, Manuel Antonio Alvarado Escorza, quien participó en la Revolución de 1891, sirviendo en las batallas de Concón y La Placilla. Tras su retiro del Ejército en 1910, fue designado como el primer administrador de la Reserva Nacional Malleco en 1914. Durante su gestión, Alvarado enfrentó importantes desafíos, entre ellos la protección de los bosques, la prevención de incendios y el combate contra la tala ilegal. Ocupó este rol hasta aproximadamente 1930 y es considerado el precursor de los actuales guardaparques en Chile.